# Уайтлоу, Уильям
Уильям Уайтлоу, первый виконт Уайтлоу (англ. William Stephen Ian Whitelaw; 28 июня 1918[…], Эдинбург — 1 июля 1999[…] или 30 июня 1999, Пенрит, Северо-Западная Англия) — британский государственный деятель, член Консервативной партии Великобритании, член Тайного совета Великобритании, заместитель премьер-министра Великобритании и министр внутренних дел Великобритании  (1979—1988).

## Биография
Его отец, выходец из шотландского дворянского рода был убит во время Первой мировой войны, когда он сам был еще ребенком. Воспитывался матерью и дедом по отцовской линии, землевладельцем и бывшим членом парламента. 
Поступил в Тринити-колледж Кембриджского университета, однако его образование было прервано Второй мировой войной. В эти годы он был командиром 6-й танковой бригады в Нормандии, в том числе во время Операции «Блюкот» в августе 1944 года. Кавалер нескольких орденов Британской империи; в их числе — Order of the Thistle (KT), Order of the Companions of Honour (CH), Military Cross (MC). Прослужив еще год в Палестине, в 1946 году завершил военную службу и отправился в своим поместья в Ланаркшире, которые унаследовал от деда. 
Его политическая карьера началась в 1955 году, когда он стал членом Палаты общин от округа Penrith and the Border; этот избирательный округ он представлял на протяжении 28 лет, до 1983 года. 
В 1961—1962 годах был одним из младших лордов казначейства, с 1962 по 1964 год — парламентским секретарем Министерства труда.
В 1964 году сэр Алек Дуглас-Хьюм назначил его на должность главного парламентского организатора, затем, в 1970 году, Лидером Палаты общин и Лордом-председателем Совета. В 1967 году был введен в состав Тайного совета. 
После введения в 1972 году режима прямого правления в Ольстере Уайтлоу был назначен на должность государственного секретаря по делам Северной Ирландии. На этой должности он установил статус специальной категории для заключенных из числа боевиков. В июле 1972 года начал переговоры с представителями Временной Ирландской республиканской армии, в частности, с начальником ее штаба Шоном Макстивеном. Установленное в итоге перемирие оказалось крайне недолговечным, а сам министр характеризовал своего североирландского визави как очень неприятного человека.
Полтора года спустя он стал министром занятости, где столкнулся с мощным забастовочным движением горняков (англ. Secretary of State for Employment).
В 1974 году консерваторы (во многом из-за забастовки шахтёров) потерпели поражение на всеобщих выборах в феврале. Он становится заместителем лидера оппозиции и председателем Консервативной партии. После второго поражения консерваторов в октябре 1974 года Эдвард Хит вынужден был назначить выборы лидера оппозиции; проиграв во втором туре Маргарет Тэтчер, Уайтлоу, тем не менее, получил должность заместителя председателя партии (1975—1987). После победы Тэтчер на выборах 1979 года он стал министром внутренних дел и заместителем премьер-министра.
Проводил жёсткую, бескомпромиссную политику полицейских реформ, строительства дополнительных тюрем и ужесточения уголовного наказания за правонарушения. Эта политика имела общественную поддержку, но, как выяснилось, оказалась малоэффективной; некоторые непродуманные действия полиции послужили причиной массовых беспорядков на этнической почве в Лондоне, Ливерпуле и Бристоле.
Уже через два дня после победы консерваторов на всеобщих выборах 1983 года стал пэром (виконтом Уайтлоу) и занял должность лидера Палаты лордов. В этом качестве Уайтлоу вынужден был участвовать во многих политических конфликтах: в частности, он потерпел сокрушительное поражение, попытавшись упразднить Совет Большого Лондона. В целом, однако, его спокойствие и уравновешенность импонировали британским консерваторам и он остался в истории как один из наиболее успешных лидеров Палаты. В эти годы он считался практически правой рукой Маргарет Тэтчер; широкую известность приобрёл её шутливый (и несколько двусмысленный) афоризм: «Любому Премьер-министру нужен <свой> Вилли» (англ. Every Prime Minister needs a Willie). Именно Уайтлоу отговорил Тэтчер в ноябре 1980 года направиться в Лидс, чтобы собственноручно заняться поисками «йоркширского потрошителя».
В 1987 году, возможно из-за стресса, вызванного необходимостью занимать пять должностей одновременно, он перенес инсульт. Некоторые политики (в частности, Николас Ридли) считали, что последовавшая затем отставка Уильяма Уайтлоу, оказывавшего на премьера сдерживающее влияние, во многом ознаменовала начало конца эпохи Тэтчер.
Официально ушел в отставку в качестве заместителя лидера Консервативной партии в 1991 году.